# Hugo Samuel von Richthofen
Hugo Samuel Louis Erdmann Reginald Freiherr von Richthofen (ur. 16 sierpnia 1842 w Nysie, zm. 10 kwietnia 1904 we Florencji) – niemiecki polityk.
Z wykształcenia prawnik, od 1866 roku pracował w administracji lokalnej Królestwa Prus. W latach 1877–1883 landrat powiatu Ottweiler, 1883–1885 landrat powiatu Saarbrücken. 1885–1889 minister w rządzie księstwa Lippe, 1889–1894 zastępca prezydenta rejencji poczdamskiej. 1894–1901 prezydent rejencji Kolonia. 1901–1903 nadprezydent Prus Wschodnich.